# Silene guinetii
Silene guinetii är en nejlikväxtart som beskrevs av Quézel. Silene guinetii ingår i släktet glimmar, och familjen nejlikväxter. Inga underarter finns listade i Catalogue of Life.